# Deuda ecológica

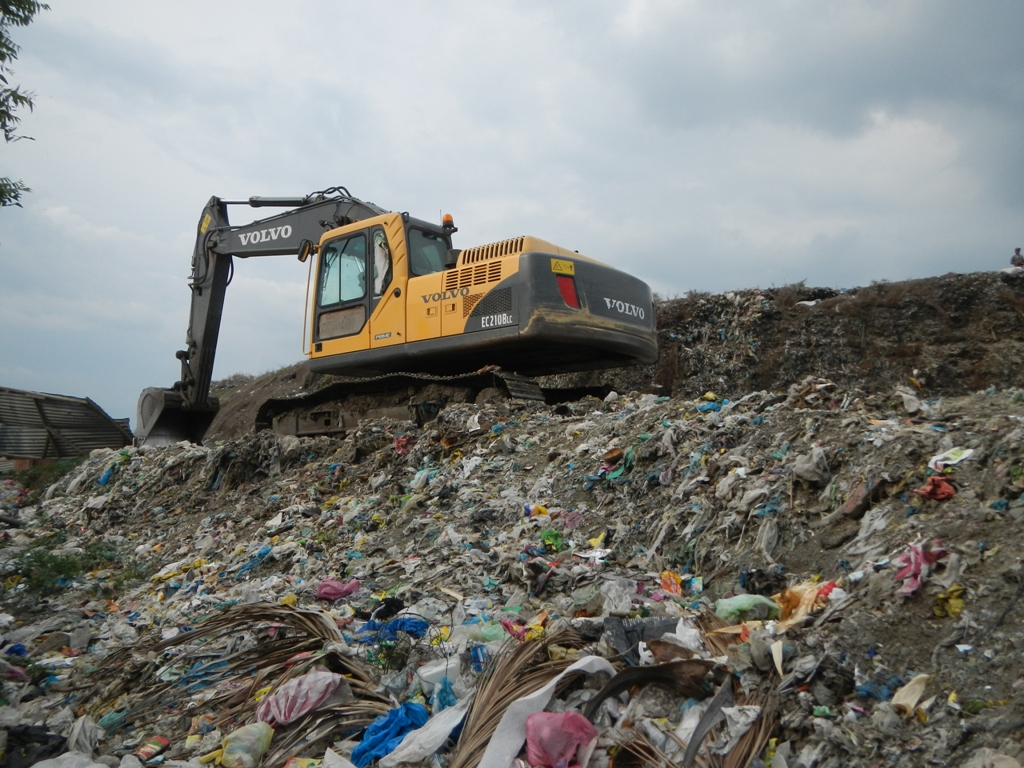
Una planta de tratamiento de desechos en la ciudad de Cabanatúan, en Filipinas. Luego de que China prohibiera la importación de residuos plásticos, Filipinas vio un aumento del 150% de importaciones de estos residuos desde 2016, con un total de casi 11.800 toneladas de basura en 2018. Muchos de estos residuos se trasladan e importan de manera ilegal.

La deuda ecológica es un concepto utilizado de manera general en la ecología política para referirse al nivel desigual de consumo de recursos naturales, generación de emisiones de gases de efecto invernadero y generación de desechos entre los países del Norte Global y del Sur Global. Aunque no existe una definición precisa del concepto, en líneas generales se refiere al hecho de que el Sur Global exporta materias primas, recursos naturales y mano de obra hacia el Norte Global, por los cuales no recibe un precio justo, mientras que recibe la mayoría de sus desechos, desde desechos plásticos hasta residuos peligrosos. Además, el Sur Global sufre de manera desigual los impactos del calentamiento global, a pesar de que contribuye con menor cantidad de emisiones de gases de efecto invernadero.
El concepto de deuda ecológica fue acuñado en 1992 por María Luisa Robleto y Wilfredo Marcelo, del Instituto de Ecología Política de Chile. El término fue utilizado a partir de 1997 por algunas organizaciones ambientales, como Acción Ecológica de Ecuador y Amigos de la Tierra, para lanzar una campaña internacional reclamando por la justicia ambiental. La campaña formó la Alianza de los Pueblos del Sur Acreedores de la Deuda Ecológica.
El concepto de deuda ecológica se contrapone al de deuda externa. Estudios más recientes hablan de la "deuda climática".

## Definición
No existe una definición establecida de deuda ecológica. Algunos estudios la definen como un "subsidio que los países del Sur Global le brindan a los países del Norte mediante la provisión de materias primas, bienes, mano de obra y otros servicios". José María Borrero la define como "los pasivos ambientales de los países del Norte hacia los países del Sur".
Aurora Donoso (citada por Walter Pengue) la define como:

aquella (deuda) que ha venido siendo acumulada por el Norte, especialmente por los países más industrializados, hacia las naciones del Tercer Mundo, a través de la expoliación de los recursos naturales por su venta subvaluada, la contaminación ambiental, la utilización gratuita de sus recursos genéticos o la libre ocupación de su espacio ambiental para el depósito de los gases de efecto invernadero u otros residuos acumulados y eliminados por los países industrializados.

En 1999, la asociación de iglesias británicas e irlandesas Christian Aid lo definió en términos de "deuda climática", refiriéndose a la diferencia de emisiones de gases de efecto invernadero provenientes del Norte Global. Según esta definición, los países del Norte Global consumen una mayor porción del presupuesto de carbono disponible para desacelerar o evitar el cambio climático antropogénico, lo que las vuelve ineligibles para reclamar por la deuda externa de los países del Sur Global.
La Deuda Ecológica se ha utilizado para describir el consumo de los recursos dentro de un ecosistema que supera la capacidad de regeneración del mismo. Esto se ve sobre todo en los recursos no renovables en donde el consumo supera a la producción. En un sentido general, se refiere al agotamiento total de los recursos globales más allá de la capacidad de la Tierra para regenerarlos. El concepto, en este sentido se basa en la capacidad de carga bio-física de un ecosistema; a través de la medición de huellas ecológicas, la sociedad humana puede determinar la velocidad a la que se está agotando los recursos naturales. En última instancia , el imperativo de la sostenibilidad requiere que la sociedad humana viva dentro de los medios del sistema ecológico para sustentar la vida a largo plazo. La deuda ecológica es una característica de los sistemas económicos insostenibles.

## Historia

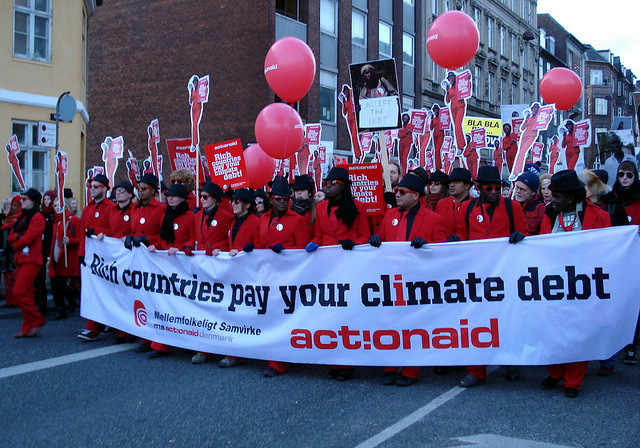
Una demostración de la organización Action Aid durante la Cumbre de Copenhague, en 2009. El cartel dice: "Países ricos paguen su deuda climática".

La estudiosa y eco-feminista Ariel Salleh explica cómo los procesos capitalistas en el trabajo en el Norte global explotan a la naturaleza y a las personas de forma simultánea, y sustenta la existencia de una deuda ecológica sumamente grande en su artículo, "Deuda Ecológica: Deuda Encarnada" ("Ecological Debt: Embodied Debt").
 

En la Cumbre de la Tierra en Río en el año 1992, los políticos y los líderes empresariales del Norte global introdujeron la supuesta solución para la crisis de la deuda externa en el Sur global. Propusieron un "canje de deuda por naturaleza", lo que significa que los países que poseen una gran biodiversidad y recursos abundantes en su medio ambiente, se los darían al Norte global a cambio de que el Banco Mundial redujera su deuda.
Sin embargo, los ambientalistas, las feministas, diversos activistas indígenas y campesinos del Sur global, principalmente en Ecuador, expusieron cómo el Norte global tienen una deuda ecológica mucho mayor que el Sur global. 

Salleh justifica esto explicando cómo el proceso de colonización de 500 años de duración involucró la explotación de los recursos causó enormes daños y la destrucción de los ecosistemas de muchos países del Sur. De hecho, los científicos de la Academia Nacional de Ciencias de Estados Unidos afirman que en el período que abarca desde 1961 y hasta el 2000, analizando el costo de las emisiones de gases de efecto invernadero creadas por los ricos (el Norte global), se ha hecho evidente que los ricos han impuesto cambios climáticos en los territorios más pobres y que superan en gran medida la deuda ecológica de estos países en vías de desarrollo. 
La deuda ecológica manifestada en la destrucción del medio ambiente y el cambio en el clima que el Norte Global ha creado es posible debido al proceso de modernización y el capitalismo. Existe una disociación entre los capitalistas ricos del Norte y el medio ambiente. Los hombres, en particular a través de la industrialización, se han visto a sí mismos como algo separado de la Naturaleza y ellos ven a la Madre Naturaleza como una herramienta que deben aprovechar y usar continuamente, lo que ocasiona su consecuente abuso sin recibir castigos o prever el impacto de sus acciones. La noción de los seres humanos en relación con el ecosistema en que viven es crucial para la ecología política como disciplina. En la ecología política, que reconecta la naturaleza con la economía, la deuda ecológica es muy importante, ya que reconoce que la colonización no solo ha dado lugar a una pérdida de la cultura, forma de vida y el lenguaje de los pueblos indígenas, sino que ha convertido a la economía mundial en una que monetiza y mercantiliza el medio ambiente.  Por ejemplo, cuando se dio la colonización de América del Sur hace más de 500 años, los europeos occidentales trajeron consigo sus valores eurocéntricos, como el verse a sí mismos como mejores que los demás y, por lo tanto, apoderándose de los conocimientos de los pueblos indígenas y las tierras en que vivían. En el mundo post colonial, las grandes corporaciones y los gobiernos occidentales tienden a presentar soluciones al calentamiento global mercantilizando la naturaleza y con la esperanza de obtener un beneficio para ellos mismos. Esta actitud soberbia y prepotente ha creado las condiciones perfectas para que se produzca el calentamiento global, por lo que la huella ecológica del Norte del mundo se dispara, mientras que la construcción de una deuda ecológica tan grande como para deshacer por completo todo el Sur global se sigue dando, al querer pagar su deuda financiera con los recursos de su territorio.

## Cálculo de la deuda ecológica
Un estudio publicado en 2008 analizó los impactos ecológicos en seis áreas clave (cambio climático, deforestación, agotamiento del ozono atmosférico, manglares, expansión de la frontera agrícola y sobrepesca) y concluyó que los daños ambientales producidos por los países del Norte Global superaban ampliamente los saldos de deuda externa de los países del Sur Global.
Un estudio de Khatua & Stanley (2006) analizó a nivel regional la deuda ecológica en India.
A nivel global, existe evidencia de que las variables macroeconómicas tienen un impacto sobre el desarrollo de las prácticas agrícolas, en particular, las tasas de intercambio, las fluctuaciones de la moneda y los servicios de la deuda externa. Los programas de alivio de deuda externa pueden tener un impacto sobre la deforestación, previniendo que se deforesten más áreas.

## Debate político
El concepto de deuda ecológica tiene un lugar relevante en las negociaciones sobre cambio climático, vinculándose con el principio de responsabilidades comunes pero diferenciadas. El concepto de deuda ecológica adquirió cierto significado para la negociación de un tratado posterior al Protocolo de Kioto.
En la Conferencia de las Naciones Unidas sobre Cambio Climático de 2009 en Copenhague, el embajador de Estados Unidos en Copenhague, Todd Stern, rechazó los argumentos expuestos por los diplomáticos de los países pobres que decían que Estados Unidos tenía una deuda ecológica muy alta.

### Libros
Ecological debt: the health of the planet and the wealth of nations, Andrew Simms, Pluto books, 2005

### Reportes
Towards a Level Playing Field, Repaying Ecological Debt, or Making Environmental Space: Three Stories about International Environmental Cooperation, Osgoode Hall Law Journal,2005, VOL 43; NUMB 1/2, pages 137-170 (enlace roto disponible en Internet Archive; véase el historial, la primera versión y la última).

Elaboration of the concept of ecological debt, Centre for Sustainable Development, Ghent University, 2004

Credit Where it's Due: The Ecological Debt Education Project, Friends of the Earth Scotland, 2003

North-South Relations and the Ecological Debt: Asserting a Counter-Hegemonic Discourse, Critical Sociology, 2009, VOL 35(2); pages 225-252
Larkin, Amy (2013). Environmental Debt: The Hidden Costs of a Changing Global Economy  ISBN 9781137278555